# Azorella nitens
Azorella nitens är en växtart i släktet Azorella och familjen flockblommiga växter.
Arten är en liten buske som förekommer i Nya Zeeland. Den beskrevs av Donald Petrie.